# Jan A. P. Kaczmarek
Jan Andrzej Paweł Kaczmarek (Konin, Polonia, 29 de abril de 1953-21 de mayo de 2024) fue un compositor polaco, ganador del Óscar por la banda sonora de la aclamada película Descubriendo Nunca Jamás (Finding Neverland), sobre el autor de Peter Pan, James M. Barrie. Escribió música para más de cincuenta películas y documentales, también para obras de teatro.

## Biografía
Nació el 29 de abril de 1953. Se graduó en derecho en la Universidad Adam Mickiewicz de Poznań. Kaczmarek trabajó en el Laboratorio de Teatro de Jerzy Grotowski a finales de los años 70 y creó la Orquesta del Octavo Día en 1977 que durante dos años cooperaba con el Teatr Ósmego Dnia. Grabó su primer álbum, "Music for the End", en 1982 para Flying Fish Records. Ese mismo año ganó el Premio "Drama Desk Award for Outstanding Music in a Play" por su música incidental para "'Tis Pity She's a Whore". En 1989 se trasladó a Los Ángeles. Su música ha sido publicada con el sello Sony Classical, Decca, Varese Sarabande, Milan, y Savitor Records. Suele dar conciertos en Estados Unidos y en Europa.
En el 2004 Kaczmarek creó el Instituto Rozbitek (en Rozbitek, Polonia), con el propósito de crear un centro europeo nuevo de educación y creación artística en materia de cinematografía, música, teatro y nuevos medios.
Fue creador y director del Festival Internacional de Cine y Música Transatlantyk, que se celebra anualmente desde 2011.
En febrero de 2023 su hija inició una campaña de recaudación de fondos para afrontar los costes de la atrofia multisistémica que padecía Kaczmarek, enfermedad que le mantenía apartado de la composición. La campaña superó los 51.000 dólares. Finalmente, el compositor falleció de dicha enfermedad un año después.

## Premios y distinciones
Premios Óscar
| Año  | Categoría          | Película                 | Resultado |
| ---- | ------------------ | ------------------------ | --------- |
| 2005 | Mejor banda sonora | Descubriendo Nunca Jamás | Ganador   |

- Medalla de Plata al Mérito Cultural «Gloria Artis», concedida el 13 de enero de 2006.[6]
- Cruz de Caballero de la Orden Polonia Restituta, concedida el 1 de julio de 2015.[7]